# Himalochrysa modesta
Himalochrysa modesta is een insect uit de familie van de gaasvliegen (Chrysopidae), die tot de orde netvleugeligen (Neuroptera) behoort. 
Himalochrysa modesta is voor het eerst wetenschappelijk beschreven door Hölzel in 1973.